# 紫花桤叶树
紫花桤叶树（学名：Clethra purpurea）为桤叶树科桤叶树属下的一个变种。其种加词“purpurea”意为“紫花的”。
现接受名为云南桤叶树（Clethra delavayi Franch., 1895）。